# Mustapha Larfaoui
Pour les articles homonymes, voir Larfaoui.
Mustapha Larfaoui, né le 27 novembre 1932 à Alger, fut Président de la Fédération internationale de natation (FINA) de 1988 à 2009, Mr Larfaoui a exercé 5 mandats, score unique dans les annales du sport mondial, couronnés de succès reconnus par le Comité international olympique et les hautes instances sportives internationales. En 2009 Larfaoui se retire définitivement de la FINA étant président d’honneur à vie et membre du comité exécutif.
Marié et père de 4 enfants, il a une Licence d'arabe et propédeutique en français.
Il parle français, arabe et anglais et a pratiqué le basket-ball et le water-polo.

## Carrière
- Directeur général du Centre Hospitalier Universitaire de Parnet (Alger) (1962-1971) nommé par l’exécutif provisoire
- Vice-président de l’Assemblée Populaire Communale du Grand Alger (1967-1971)
- Directeur général du Centre Hospitalier Universitaire de constantine (1971-1973)
- Sous-Directeur des Hôpitaux de la Wilaya d’Alger (1973-1984)
- Directeur de la Santé Publique et de la Population de la Wilaya d'Alger (1984-1988)
- Membre du Conseil Consultatif National (1991-1993) nommé par décret présidentiel

## Carrière sportive administrative
Il est un membre fondateur de la Fédération algérienne de natation (1962), du Comité olympique algérien (COA) (1963), de la Confédération africaine de natation (CANA) (1970) et de l'Union des Confédérations Sportives Africaines (UCSA) (1983).

### Comité international olympique
- Membre du CIO de 1995 à 2009
- Membre honoraire depuis 2009
- Membre des commissions suivantes : Apartheid et Olympisme (1991-1992), Mouvement olympique (1991-1999), évaluation des Jeux de la XXVIIe Olympiade en 2000 (1993), coordination des Jeux de la XXVIIe Olympiade de Sydney 2000 (1995-2000), femme et sport (1996-2002), «CIO 2000» (1999), étude des Jeux Olympiques (2002-2006), marketing (2003-2010), évaluation des Jeux de la XXXe Olympiade en 2012 (2004-2005), coordination des Jeux de la XXXe Olympiade de Londres 2012 (2005-2010)
- Élu en tant que président de la Fédération Internationale de Natation (1988-2009)

### Fédération internationale de natation
- Membre du bureau (1972-1976)
- Vice-président (1976-1988)
- Président (1988-2009)

### Comité olympique algérien
- Secrétaire général (1963-1967)
- Secrétaire général adjoint (1967-1985)
- Vice-président (1985-1998)
- Président (1998-2001)

### Fédération algérienne de natation
- Président (1962-1983 et 1985-1989)
- Président d'honneur à vie (1989-)

### Confédération africaine de natation
- Vice-président (1970-1974)
- Président (1974-2012)

### Union des confédérations africaines des sports
- Vice-président (1983-1987)
- Président (1987-)

## Titres et décorations
- Médaille d'argent de l'Ordre olympique (1988)
- Diplôme de reconnaissance délivré par la commission anti-apartheid de l’ONU
- Insigne d'or et d'argent de la FINA et prix de la FINA (1992)

Autres
- Membre du comité exécutif du Conseil supérieur du sport en Afrique (CSSA) (1983-)
- Membre du conseil de l'AGFIS (1989-1993)
- Membre du conseil de l'ASOIF (1993-1997, 1999-2001) puis vice-président (2001-2003)
- Membre du Conseil de fondation et du comité exécutif de l'Agence Mondiale Antidopage (AMA) (1999-)